# Körjournal
Körjournal är en journal över hur en bil har använts. Att föra en körjournal rekommenderas för alla som använder bil i tjänst.
I lagtexten  finns inget uttryckligt krav på körjournal. En samlad bedömning görs av de olika omständigheterna i varje enskilt fall. Enligt rättspraxis är dock körjournal ett viktigt bevismedel vid bedömning av bilförmån och drivmedelsförmån.

## En körjournal bör innehålla följande uppgifter
- mätarställning vid årets början
- datum och mätarställning vid resans start samt varifrån resan startade
- ärende och vilka platser/företag/kontaktpersoner som besökts (behövs inte vid privata resor)
- hur många kilometer som körts
- datum och mätarställning vid resans slut samt var resan avslutades
- mätarställning vid årets slut

Bra att notera är också antal liter bränsle och pris vid tankning. Då är det lättare att beräkna värdet av den privata körningen.

## Situationer då det är bra att ha en körjournal
I framför allt följande tre situationer är det bra att ha en detaljerad och noggrant förd körjournal, som visar hur bilen har använts. Det är viktigt att körjournalen förs löpande.

### För att visa att bilen används i ringa omfattning privat
Om ägaren eller den anställda i ett företag har dispositionsrätten till en bil måste den personen, för att undvika bilförmån, kunna visa att bilen används endast i ringa omfattning för privat körning. Med ringa omfattning menas att bilen används för privat körning vid högst 10 tillfällen per år och med en sammanlagd körsträcka på högst 100 mil. För att en skattepliktig förmån inte ska uppkomma krävs att båda förutsättningarna är uppfyllda. Resor mellan bostaden och tjänstestället liksom hemresor på helger från annan ort normalt räknas som privata resor. 

### För att få lägre bilförmån
Den som kör 3 000 mil eller mer i tjänsten med förmånsbil under kalenderåret har möjlighet att få en lägre bilförmån (75 % av värdet). 
I första hand är det arbetsgivaren som ska sätta ned bilförmånsvärdet. Om inte detta görs har man själv möjlighet att begära nedsättning av bilförmånsvärdet i sin inkomstdeklaration. Det kan också bli aktuellt om man haft två eller flera arbetsgivare och körsträckan i tjänsten under kalenderåret inte uppgått till 3 000 mil hos någon av arbetsgivarna. 

### Om man har fritt drivmedel i samband med bilförmån
Det är för ens privata resor som man blir beskattad för drivmedelsförmån under förutsättning att man kan visa hur mycket som man har kört i tjänsten. Kan man inte visa hur mycket man har kört i tjänsten blir man förmånsbeskattad för allt drivmedel.

## Olika körjournaler

### Manuellt förd körjournal
Ett vanligt sätt att föra körjournaler på är genom förtryckta körjournaler. 

### Elektronisk körjournal[1]

Exempel på en passiv elektronisk körjournal, i detta fallet X-Route från Gotime AB

En elektronisk körjournal är en enhet som kopplas in i bilen. Den registrerar automatiskt samtliga körningar, både privata och tjänstekörningar.
Enheten är passiv och behöver inte röras under färd utan sköter allt själv. Efter resorna kopplas enheten till en dator och man får sina körjournaler. Detta är ett sätt att se när man har rätt till traktamente och för att kalkylera hur mycket milersättning man är berättigad till. 
På marknaden finns modeller som via knapptryckningar markerar om körningen är privat eller tjänstekörning.
Det finns varianter som har en live-funktion där man kan se var bilen befinner sig genom webbläsaren. men också passiva där man efter resorna kopplar enheten till en dator som sedan framställer körjournaler. Detta är ett sätt att se när man har rätt till traktamente och för att kalkylera hur mycket milersättning man är berättigad till. 
Med lämpliga intervall för man över informationen till en vanlig dator, och man kompletterar då körjournalen med de ytterligare uppgifter som behövs. Sedan skriver man ut den kompletta körjournalen. 
Det finns också modeller som ger information om den faktiska drivmedelsförbrukningen. Detta kan vara viktig information till exempel om bilen har högre bränsleförbrukning på tjänsteresorna än vid privatkörningen. Det kan vara fallet om bilen i tjänsten som regel körs med släpvagn eller är tungt lastad. Förmånsvärdet för drivmedel ska grunda sig på den faktiska bränsleförbrukningen vid privatkörningen.
Elektronisk körjournal räknas inte som sådan extrautrustning som höjer bilförmånsvärdet. 
Användningen av elektroniska körjournaler som bygger på GPS ofta innebär en behandling av personuppgifter som regleras av personuppgiftslagen (1998:204). För att en arbetsgivare ska få använda tekniken på detta sätt krävs normalt samtycke från berörda arbetstagare. För att det ska vara fråga om giltiga samtycken enligt personuppgiftslagen måste de anställda kunna välja mellan manuellt förd körjournal och ett system som bygger på GPS.